# Christopher Hinton, Baron Hinton of Bankside
Christopher Hinton, Baron Hinton of Bankside OM KBE (* 12. Mai 1901 in Tisbury, Wiltshire; † 22. Juni 1983) war ein britischer Nuklearenergieingenieur, der 1965 als Life Peer aufgrund des Life Peerages Act 1958 Mitglied des House of Lords wurde. Hinton gehörte zu den Vätern des britischen Atomprogramms der 1950er Jahre, welches zum Bau von Kernkraftwerken wie dem Kernkraftwerk Calder Hall führte.

## Leben

### Studium, Ingenieur bei ICI und Zweiter Weltkrieg
Hinton, Sohn eines Schulrektors, arbeitete nach dem Schulbesuch zwischen 1917 und 1923 beim Eisenbahnunternehmen Great Western Railway in Swindon und begann danach mit finanzieller Unterstützung durch ein Stipendium der Institution of Mechanical Engineers ein Studium der Ingenieurwissenschaften am Lehrstuhl von Charles Inglis am Trinity College der University of Cambridge. Nach Abschluss des Studiums kehrte er 1926 zunächst als Ingenieur zu Great Western Railway zurück, wechselte aber bald darauf zur Brunner Mond Company, die wenig später als Tochterunternehmen die Alkalien-Abteilung von Imperial Chemical Industries (ICI) bildete.
Während der Weltwirtschaftskrise wurde Hinton 1930 Chefingenieur von ICI und befasste sich dort auch mit den Themen Standardisierung, Managementlehre und anderen Techniken der internen Revision. Dies trug mit dazu bei, dass das Unternehmen große Fortschritte im mechanischen Umgang mit Rohstoffen und im Anlagenbau machte.
Hintons Erfahrungen in der Betriebsorganisation in der Großindustrie hatte einen wichtigen Anteil am Erfolg Großbritanniens während des Zweiten Weltkrieges. 1941 wurde er stellvertretender Generaldirektor der britischen Munitionsproduktion (Royal Filling Factories), zu der neun Fabriken mit über 20.000 Mitarbeitern gehörten.

### Nachkriegszeit, Atomprogramm der 1950er Jahre und Windscale-Brand 1957
Nach Kriegsende wurde Hinton Leiter der industriellen Produktionsstätte für Kernenergie in Risley, die eine der Basen der 1954 gegründeten United Kingdom Atomic Energy Authority (UKAEA) wurde. Obwohl die frühen Forschungsreaktoren wie das British Experimental Pie (BEPO) wichtige technische Informationen lieferten, fehlten Hinton und seinen Mitarbeitern anfangs die nötigen Ressourcen, um Pilotanlagen zu bauen.
In der Folgezeit wurden daher Anlagen zur Uran-Anreicherung, Brennstabproduktion, Plutoniumverarbeitung und schließlich Kernreaktoren zur Stromerzeugung ohne vorherige Pilotanlagen gebaut. In dieser Zeit entstanden unter der Leitung Hintons, dem 1951 das Offizierskreuz des Order of the British Empire verliehen und der 1954 Fellow der Royal Society wurde, Anlagen wie Windscale, Capenhurst, Springfields und das Kernkraftwerk Dounreay, wenngleich die Nutzung der Nukleartechnologie für Anlagen der Stromerzeugung nachrangig zum Programm der Regierung zur Produktion von Kernwaffen war.
1956 wurde mit dem Kernkraftwerk Calder Hall das erste zur kommerziellen Stromerzeugung gebaute Kernkraftwerk eröffnet. 1957 wurde Hinton Fellow des Trinity College sowie zum Knight Commander des Order of the British Empire geschlagen und führte fortan den Namenszusatz „Sir“.
Ferner wurde er 1957 auch Vorsitzender des neu geschaffenen Central Electricity Generating Board (CEGB), der Aufsichtsbehörde der britischen Energiewirtschaft. In dieser Funktion trug er maßgeblich mit dazu bei, die bisher von Kohle abhängige Energieversorgung auf einen Energiemix von Kohle, Erdöl sowie Nuklearenergie umzustellen. Wenngleich seine Berufung zum Vorsitzenden der CEGB ein Zeichen zugunsten der Atomwirtschaft war, forderte er gleichwohl eine Beurteilung der wachsenden Kernenergie unter wirtschaftlichen und ingenieurwissenschaftlichen Gesichtspunkten.
Kurz nach Antritt des Amts kam es am 10. Oktober 1957 zum Windscale-Brand im Kraftwerk Windscale. Dieser setzte eine Wolke mit erheblichen Mengen radioaktiven Materials frei, die sich über Großbritannien und über das europäische Festland verteilte. Auf der heute gültigen siebenstufigen Internationalen Bewertungsskala für nukleare Ereignisse (INES) wird dieser Unfall als Ernster Unfall (Stufe 5) eingestuft, also als Unfall mit Auswirkungen außerhalb des Betriebsgeländes und schweren Schäden am Reaktorkern. Die Funktion des Vorsitzenden der CEGB bekleidete Hinton bis 1964 und war zudem zwischen 1962 und 1968 Präsident des Internationalen Exekutivkomitees der Weltenergiekonferenz.

### Oberhausmitglied und Universitätspräsident
Durch ein Letters Patent vom 28. Januar 1965 wurde Hinton aufgrund des Life Peerages Act 1958 als Life Peer mit dem Titel Baron Hinton of Bankside, of Dulwich in the County of London, in den Adelsstand erhoben und gehörte damit bis zu seinem Tod dem House of Lords als Mitglied an. Als solcher war er von 1965 bis 1983 stellvertretender Vorsitzender des Elektrizitätsversorgungsrates (Electricity Supply Council).
In der Folgezeit war Hinton, der von 1966 bis 1967 Präsident der Institution of Mechanical Engineers (IMechE) war, erster Kanzler der neugegründeten University of Bath, die ihm 1966 einen den ersten Ehrendoktortitel (D.Sc.) der Universität verlieh. Das Amt des Kanzlers hatte er bis zu seiner Ablösung durch Frank Kearton, Baron Kearton 1980 inne. Außerdem war er zwischen 1969 und 1977 erster Präsident des Komitees zur Auswahl der Preisträger des MacRobert Award.
Baron Hinton, dem 1973 die James-Watt-Medaille der ImechE für besondere Verdienste im Bereich des Maschinenbaus verliehen wurde, wurde 1976 Mitglied des auf 24 Mitglieder beschränkten Order of Merit und gehörte damit zu den am höchsten geehrten Ingenieuren seiner Zeit. Des Weiteren fungierte er zwischen 1976 und 1983 als Gründungspräsident der Royal Academy of Engineering.

## Veröffentlichungen
- The Future for Nuclear Power, Stockholm 1957
- The A.B.C. of Atomic Energy, Mitautoren Philip Daly und John Dixon, London, 1958
- The Evolution of Nuclear Power Plant Design, Central Electricity Generating Board, 1960
- The development of atomic energy and its industrial applications, 1960
- Power production and transmission in the countryside, Mitautor William Holford, 1960
- The lessons of the past seven years in atomic energy. An address given at the World Power Conference, 1960
- The British electricity transmission system, 1961
- Design and Research, 1963
- The Potential Contribution to Electricity Generation of Hydro-electric Power and Nuclear Energy, 1965
- Engineers and Engineering, 1970
- World Sources of Energy in the Late Twentieth Century, Council of Engineering Institutions, 1972
- Heavy Current Electricity in the United Kingdom: history and Development, 1979

### Leben
- Christopher Hinton im Hansard (englisch)
- Eintrag in Cracroft’s Peerage
- Eintrag in Leigh Rayment Peerage
- Christopher Hinton, Baron Hinton of Bankside auf thepeerage.com, abgerufen am 11. September 2016.
- Eintrag auf der Homepage der Institution of Mechanical Engineers (ImechE)
- Papers and correspondence of Christopher Hinton, Baron Hinton of Bankside, 1901-1983 in Archives Hub
- Eintrag in The National Archives
- The Papers of Lord Hinton of Bankside (Janus)
- Eintrag in der National Portrait Gallery (London)

### Veröffentlichungen
- Veröffentlichungsnachweis in Google Books
- Veröffentlichungsnachweis in Google Books
- Veröffentlichungsnachweis in der Open Library